# Reichshofrat

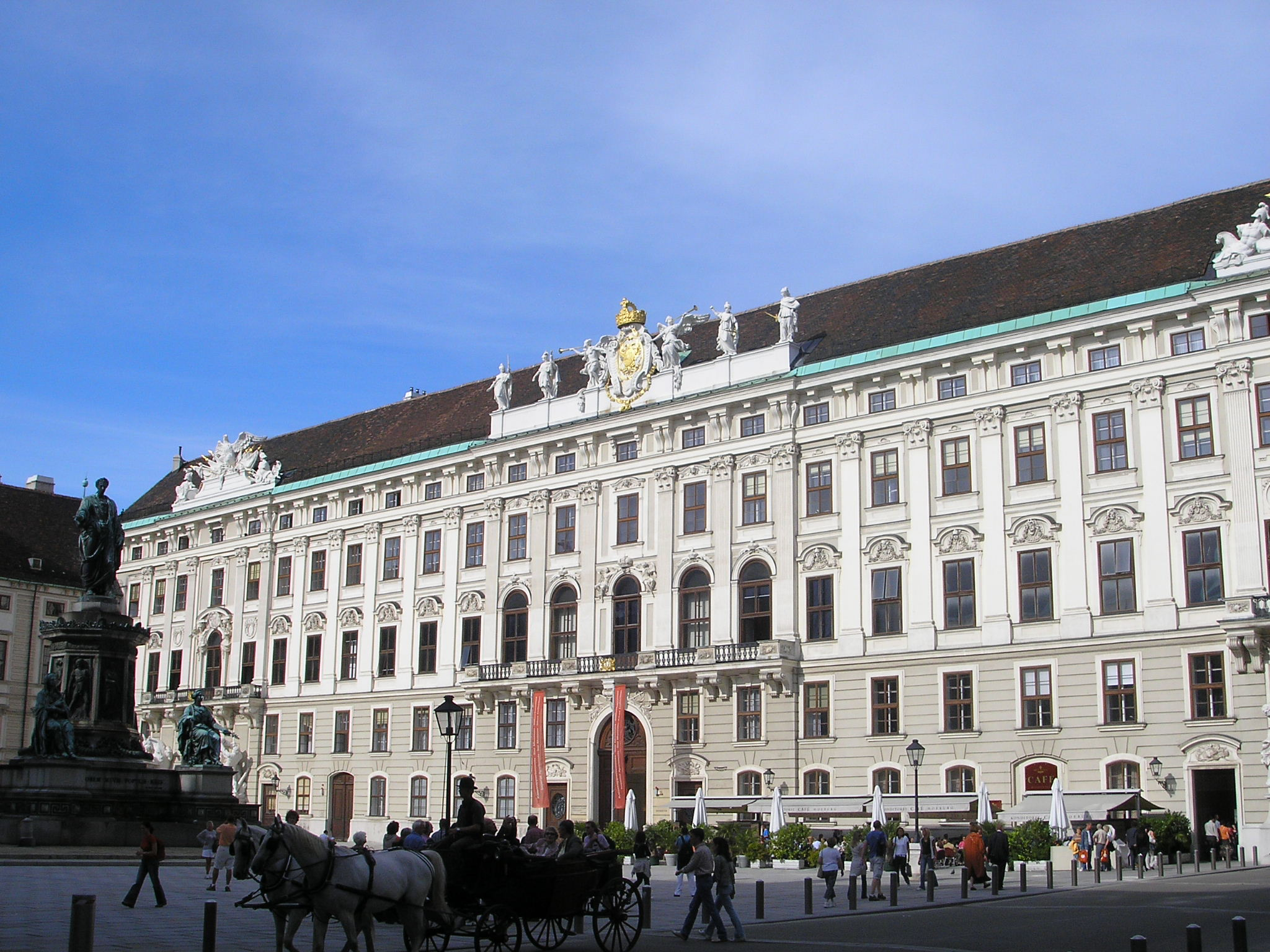
Der Reichskanzleitrakt der Wiener Hofburg, in der auch der Reichshofrat bis 1806 tagte

Der Reichshofrat (RHR) (auch Kaiserlicher Hofrat) war neben dem Reichskammergericht und in Konkurrenz zu diesem eines der beiden höchsten Gerichte im Heiligen Römischen Reich Deutscher Nation. Der Reichshofrat war allerdings allein für die Reichslehen und kaiserlichen Privilegien und Reservatrechte betreffende Angelegenheiten zuständig. Daneben spielte der RHR vor allem im 16. und 17. Jahrhundert neben dem Geheimen Rat auch als politisches Beratungsgremium des Monarchen eine wichtige Rolle. Reichshofrat lautete auch der Titel der einzelnen Mitglieder dieses Gremiums. Ihr Vorsitzender war der Reichshofratspräsident.
Beide Gerichte, Reichshofrat und Reichskammergericht, leiteten ihre Kompetenz vom deutschen König oder Kaiser her, der oberster Gerichtsherr im Reich war. Der reichsunmittelbare Adel und die Reichsstädte konnten nur vor den zwei obersten Gerichten verklagt werden. Bürger, Bauern und niedrige Adlige dagegen mussten zunächst vor den Gerichten derjenigen Fürsten und Städte verklagt werden, deren Untertanen bzw. Bürger sie waren. Sie konnten vor den obersten Reichsgerichten nur dann einen Untertanenprozess anstrengen, wenn sie der Auffassung waren, dass die für sie zunächst zuständigen Gerichte falsch entschieden hatten. Dann konnten sie die Fehlerhaftigkeit der unterinstanzlichen Urteile durch die Verfahrensarten Appellation oder Nichtigkeitsklage geltend machen. Dabei mussten sie den Instanzenzug der Gerichte einhalten. Waren diese Voraussetzungen gegeben, überprüften die obersten Reichsgerichte die Entscheidungen der unteren Gerichtsinstanzen.
Mit der Errichtung des Reichshofrats im Jahr 1498 und seiner endgültigen Konstituierung 1527 existierten bis zum Ende des Reichs zwei oberste Reichsgerichte: das Reichskammergericht und der Reichshofrat. Obwohl es nie zu einer gesetzlich geregelten, eindeutigen Kompetenzzuordnung der beiden Gerichte kam, lassen sich doch einige gewichtige Unterschiede feststellen.

## Entstehung
Im Jahr 1495 nahm das Reichskammergericht seine Tätigkeit auf. Das war ein wichtiger Wendepunkt in der Geschichte der obersten Gerichtsbarkeit im Heiligen Römischen Reich. Zuvor tagte das oberste Gericht im Reich immer an den Orten, an denen sich auch gerade der Kaiser aufhielt, welcher offiziell der oberste Gerichtsherr war. Da seit der Mitte des 15. Jahrhunderts die Habsburger die römisch-deutschen Kaiser stellten, gab es mit dieser Regelung Probleme, denn die Habsburger hatten zahlreiche Ländereien außerhalb des Heiligen Römischen Reiches. Die Habsburger Kaiser – und damit auch das oberste Gericht – waren oft nicht im Reich anwesend. Um diesen Missstand zu beseitigen, setzte der hohe Adel im Heiligen Römischen Reich im Ewigen Landfrieden von Worms gegenüber dem deutschen König und späteren Kaiser Maximilian I. durch, dass das oberste Gericht vom Aufenthaltsort seiner Person abgelöst werden und einen ständigen Gerichtsort im Reich bekommen sollte. Maximilian kam der Forderung nach und schuf das Reichskammergericht.
Der Kaiser aber blieb dennoch oberster Gerichtsherr im Reich. Auch wenn das Reichskammergericht nun an einem anderen Ort als der Residenzstadt seine Tätigkeit aufnahm und dabei recht erfolgreich vorging, wandte man sich daneben auch noch weiterhin an den Kaiser, der nun die Möglichkeit hatte, diese Fälle an das Reichskammergericht weiterzuverweisen oder aber selbst zu entscheiden. Maximilian I. war noch immer der alten mittelalterlichen Ordnung verpflichtet, und er hatte nur widerwillig den Forderungen der Reichsstände zugestimmt, dass das höchste Gericht im Reich von seiner Person örtlich und organisatorisch getrennt wurde. Die Tatsache, dass weiterhin gerichtliche Anfragen an ihn kamen, nahm er zum Anlass, ein eigenes oberstes Gericht im Reich zu schaffen, das von seiner Person örtlich und organisatorisch abhängig war – eben den Reichshofrat.
Der Kaiser konnte und wollte sich auch nicht um alle Gerichtsanfragen persönlich kümmern. Die Neugründung des Hofrats stand auch in der Tradition des Mittelalters. Der Reichshofrat wurde mit der Hofordnung Maximilians I. vom 13. Dezember 1497/13. Februar 1498 gegründet.
Mit der Errichtung des Reichskammergerichts, der Maximilian I. vermutlich nur wegen außenpolitischer Zwänge zugestimmt hatte, war die kaiserliche Reichsgerichtsbarkeit empfindlich beschnitten worden. Der Kaiser begann daher, verlorenes Terrain zurückzugewinnen. Er versuchte, das Reichskammergericht durch ein nur ihm unterworfenes Reichsgericht auszuschalten. So dehnte er bereits 1498 die Jurisdiktionsgewalt seines Hofrats, der nach Errichtung des Reichskammergerichts nur noch über Streitigkeiten aus den kaiserlichen Erblanden entscheiden sollte, auf alle Reichsangelegenheiten aus. Nach der Hofordnung 1498 sollte der Hofrat künfticlich nicht nur für alle und jeglich hendel sachen und gescheften aus den erblichen fürstenthumben und landen, sondern auch für alle Angelegenheiten aus dem heiligen reiche deutscher nacion gemainer cristenheit zuständig sein. In der Folge bauten die deutschen Kaiser den Hofrat zu einem mit dem Reichskammergericht konkurrierenden Reichsgericht aus.
Der Nachfolger Maximilians I., Kaiser Karl V., weilte den größten Teil seiner Regierungszeit außerhalb der Gebiete des Reiches und daher war der Hofrat Karls V. meist auch nicht im Reich. Karls Bruder Ferdinand wurde 1531 zum deutschen König gewählt und fungierte damit de facto als Stellvertreter Karls im Reich. Nach seiner Wahl zum römischen König richtete Ferdinand einen eigenen königlichen Hofrat ein, der eben auch in Abwesenheit des Hofrats Karls V. stellvertretend rechtsprechende Tätigkeit ausübte.
Der von Ferdinand eingesetzte Hofrat war zuständig für Rechts- und Verwaltungs-Angelegenheiten des Reichs und der österreichischen Erbländer. Parallel dazu existierte ein Hofrat Kaiser Karls V. für das Reich. Nach dessen Auflösung 1556 und der Bestätigung König Ferdinands als Kaiser 1558 wurde der verbleibende königliche Hofrat als kaiserlicher Hofrat mit der Hofratsordnung 1559 neu organisiert. Seit den 1540er Jahren kam für den Hofrat des Reichsoberhaupts die Bezeichnung Reichshofrat auf, die sich im weiteren Verlauf des 16. Jahrhunderts durchsetzte.

## Zuständigkeit
Die Arbeit des Reichshofrates beschränkte sich aber nicht nur auf rechtliche Streitentscheidung. Der Reichshofrat war darüber hinaus eine politische Behörde, die den Kaiser in Regierungs- und Verwaltungsaufgaben beriet und unterstützte.
Im Zentrum der heutigen Forschung steht jedoch die Rechtsprechungstätigkeit des Reichshofrates. Da der Reichshofrat eine kaiserliche Behörde war, erstreckte sich seine Tätigkeit zunächst auch auf alle Materien und Gebiete, mit denen der Kaiser zu tun hatte, also auch Angelegenheiten, die aus den Gebieten der Habsburger stammten, die nicht zum Reich gehörten. Schließlich stellten die Habsburger mit nur einer Ausnahme alle Kaiser bis zum Ende des Alten Reiches 1806.
Seit der Mitte des 16. Jahrhunderts fielen mit Ausnahme Savoyens die italienischen Gebiete des Reiches in seine Zuständigkeit. Mit der Zeit aber beschränkte der Reichshofrat seine Tätigkeit auf die Gebiete des Reiches. Das resultierte aus dem politischen Druck, den protestierende Reichsstände ausübten. Unter Kaiser Ferdinand II. ist festzustellen, dass der Reichshofrat nur noch Angelegenheiten des Reiches behandelte. Bis zur Einrichtung der Österreichischen Hofkanzlei (1620) hatte der Reichshofrat auch österreichische Angelegenheiten (unter Ausschluss der Erblande Ungarn und Böhmen) bearbeitet.
Erstinstanzlich behandelte er Klagen gegen die sog. Reichsunmittelbaren Personen und Herrschaftsträger, die nur Kaiser und Reich unterworfen waren – sowie in bestimmten Materien, z. B. Landfriedensbruchsachen oder Beschwerden wegen Rechtsverweigerung und Rechtsverzögerung. Als letzte Instanz entschied der Reichshofrat über Appellationen gegen Urteile territorialer Obergerichte, sofern der Berufung keine Privilegien entgegenstanden.
Der Reichshofrat war zudem für die kaiserlichen Reservatrechte im Reich sowie alle Lehens-, Gnaden- und Privilegienangelegenheiten alleinig zuständig. Hinzu kamen Familienstreitigkeiten der Reichsunmittelbaren sowie Kriminalstreitigkeiten der Stände.
Der Reichshofrat war zugleich auch Reichslehenshof (und daher Lehensgericht). Als Reichslehenshof behandelte der Reichshofrat nicht nur Streitigkeiten um Reichslehen, sondern war auch für die Vorbereitung von Belehnungen, die Erteilung der kaiserlichen Zustimmung zum Tausch, Verkauf oder der Verpfändung von Reichslehen und – in einigen Fällen – die Aberkennung von Reichslehen wegen Felonie zuständig (siehe Lehnswesen).
Für die nachfolgenden Bereiche war neben dem Reichshofrat auch das Reichskammergericht zuständig und man konnte auswählen, welches Gericht man in einer Sache anrief: Landfriedensbruch, Besitzschutzsachen, Zivilsachen, Appellationen gegen Urteile landesherrlicher Gerichte, Fälle wegen Rechtsverweigerung und Rechtsverzögerung durch landesherrliche Gerichte.
Gegen Urteile des Reichshofrates konnte seit dem Westfälischen Frieden an den Reichstag appelliert werden, recursus ad comitia, was in der Zeit des habsburgisch-preußischen Dualismus vermehrt der Fall war und zu einer verstärkten Politisierung der Reichsgerichtsbarkeit führte.

### Reichsitalien
Anders als in den Gebieten nördlich der Alpen übte für die ‚welschen Lehen‘ jedoch allein der Reichshofrat die oberste Gerichtsbarkeit aus; das Reichskammergericht spielte hier praktisch keine Rolle.
Die konkurrenzlose Zuständigkeit des Reichshofrats erklärt sich nicht zuletzt daraus, dass er das alleinige höchste Reichslehnsgericht war.

## Weitere Aufgaben
Der Reichshofrat erteilte verschiedenste Privilegien (Münz- und Zollrecht, Gewerbe-, Druck- und Fabriksprivilegien, Veniae aetatis, Legitimationen usw.). Er fungierte aber fraglos auch als Beratungsorgan des Kaisers in Reichsfragen und wurde daher sogar als das eigentliche Regierungskollegium des Reichs bezeichnet (Adolf Laufs); die Breite der reichshofrätlichen Kompetenzen ist nicht zuletzt eine Widerspiegelung der Allzuständigkeit eines mittelalterlichen Hofrates als Entlastungsorgan des Herrschers.
Zudem hatte der Reichshofrat politische Funktionen und wirkte als Beratungsgremium des Kaisers. Zu seinen Aufgaben zählte auch die Aufsicht über das Druck- und Pressewesen. Die Kontrolle politischen Schrifttums behielt sich der Reichshofrat selbst vor. Zur Kontrolle anderer Schriften unterstand ihm die Kaiserliche Bücherkommission in Frankfurt am Main.
Die Aufgaben des Reichshofrates im Bereich der Gnadenakte [7] bestanden in der Bearbeitung von Anträgen auf die Erteilung, Bestätigung und Erläuterung kaiserlicher Privilegien, auf die Ausstellung von Geleit-, Pass- und Schutzbriefen, auf die Legitimation unehelich Geborener (Legitimation des Kindes), auf die Volljährigkeitserklärung Minderjähriger sowie die Bestätigung mancher Verträge und Testamente. Der Rat bereitete darüber hinaus die Vergabe von Pfründen vor, zu der der Kaiser nach seinem Regierungsantritt (Recht der sog. Ersten Bitte) sowie generell in bestimmten Klöstern (sog. Laienherrenpfründe) berechtigt war. Darüber hinaus erstellte der Rat Gutachten für den Kaiser.

## Sitz des Reichshofrates
Der Reichshofrat war in erster Linie Reichsgericht ohne festen Sitz, zumindest in seiner Anfangszeit. Er arbeitete während der Reisen des Kaisers an verschiedenen Orten in den österreichischen Erbländern und im Reich, vor allem aber in den kaiserlichen Residenzstädten und damit in erster Linie in Wien – neben dem insbesondere von Rudolf II. bevorzugtem Prag und Frankfurt am Main, als Residenz des wittelsbachischen Kaisers Karl VII.
Allerdings hat sich in Wien kein gesondertes Gerichtsgebäude erhalten, das mit dem Reichshofrat in Verbindung gebracht werden kann. Die Reichshofräte dürften in den Räumlichkeiten der Hofburg zusammengekommen sein, im 18. Jahrhundert im sog. Reichskanzleitrakt, wie sich aus erhalten gebliebenen zeitgenössischen Plänen schließen lässt.

## Arbeitsweise

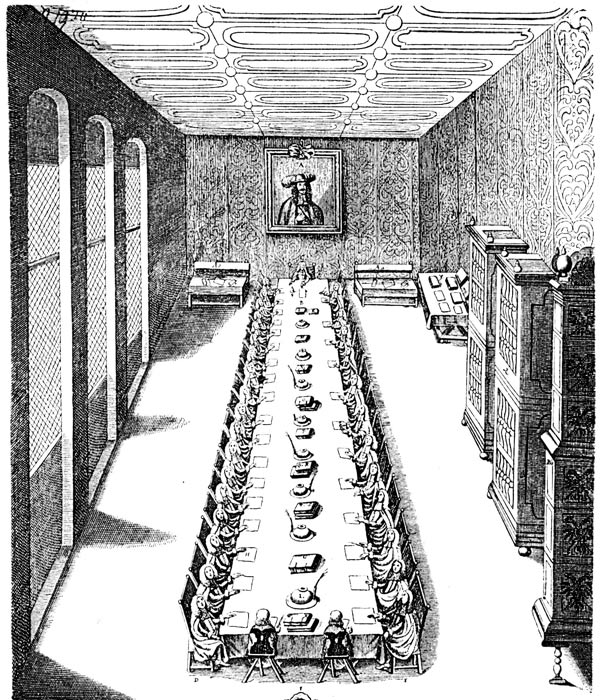
Tagung des Reichshofrats Abbildung in Johann Christoph Uffenbach Tractatus

Der Reichshofrat tagte in der so genannten Reichshofratsstube in der Wiener Hofburg und war so auch räumlich dem Kaiser nahe. Die Sitzungen des Reichshofrats fanden unter Ausschluss der Öffentlichkeit statt, auch die Vertreter der Parteien waren nicht zugelassen. Das Verfahren war ein rein schriftliches.
Das Reichskammergericht arbeitete von seiner Gründung an wie ein echtes Gericht: Es prozessierte nach den bestehenden prozessrechtlichen Regeln zu Streitfällen. Es wurden Klagen eingereicht, der Beklagte wurde geladen und musste sich streitig in einen Prozess einlassen, sofern das Reichskammergericht zuständig war. Der Reichskammergerichtsprozess zielte auf den Erlass eines Endurteils. Es wurde nach den Regeln des Gemeinen Rechts entschieden.
Der Reichshofrat hingegen scheint – vor allem in seiner Frühzeit (bei Maximilian I., Karl V. und Ferdinand I.) – mehr vermittelnde Tätigkeit wahrgenommen zu haben. Er hat sich von Anfang an nicht so sehr um einen Prozess gekümmert, in dem die Parteien zur Führung eines Rechtsstreits sich gegenüberstehen. Er hat vielmehr versucht zu vermitteln, Kompromisse zwischen den unterschiedlichen Interessen der Parteien zu finden.
Der Meinungsbildungsprozess innerhalb des Reichshofrates erfolgte auf der Basis einer Relation des befassten Referenten durch Mehrheitsentscheidung in der Ratssitzung. Bei unentschiedener Abstimmung sowie in schwierigen und reichspolitisch besonders wichtigen Fällen wurde die Entscheidung dem Kaiser überlassen (votum ad imperatorem).
Weil der Reichshofrat anfänglich mehr auf Streitschlichtung bedacht war, hat er auch nicht so strikt das für das Reichskammergericht geltende Prozessrecht und die damaligen prozessrechtlichen Regeln angewandt. Von einflussreichen Zeitgenossen wurde das teils beklagt. Man wusste nicht genau, wie der Reichshofrat in einem konkreten Streitfall verfahren und entscheiden würde – und konnte sich demnach auch nicht darauf einstellen und das Verfahrensrisiko kalkulieren. Doch der Kaiser kam eher nur zögerlich den Forderungen nach.
Allerdings gab es von Anfang an Regeln, nach denen der Reichshofrat arbeitete. Die erste Ordnung war die Hofordnung vom 13. Januar 1498, darauf folgend das Libell, die Reform des kaiserlichen Hof-, Staats- und Behördenwesens betreffend vom 24. Mai 1518. König Ferdinand I. erließ Hofratsordnungen in den Jahren 1527, 1537, 1541 und 1559, die sich zwar an den Reichskammergerichtsprozess anlehnten, jedoch stärkere Freiräume ließen. Auf der anderen Seite waren die Beisitzer des Reichshofrates, die die Urteile sprachen, zumeist im geltenden Recht der damaligen Zeit sehr gut ausgebildet.
Der Reichshofrat führte auch die fiskalischen Prozesse durch, also jene Prozesse, in denen der Kaiser selbst als Kläger auftrat bzw. kaiserliche Rechte eingeklagt wurden. Das Evokationsrecht, also das Recht, Prozesse auch ohne Appellation an sich zu ziehen, hat der Kaiser bald aufgegeben.
Da der Reichshofrat an die Person des Kaisers gebunden war, endete seine Amtstätigkeit immer mit dem Ende der Amtszeit eines Kaisers (bei Abdankung oder Tod). Wenn ein neuer Kaiser gewählt und ins Amt gesetzt worden war, dann wurde vom Kaiser auch immer ein neuer Reichshofrat ins Leben gerufen. In der Zwischenzeit, also in der Zeit nach dem Ende der Amtszeit eines Kaisers und dem Beginn der Amtszeit des Nachfolgers wurde die Tätigkeit des Reichshofrates unter der Verantwortung der Reichsvikare, also des Herzogs von Sachsen und des Pfalzgrafen bei Rhein, interimsweise fortgeführt. An die Stelle des RHR traten bis zur Einsetzung eines neuen Reichshofrates durch den Nachfolger das pfälzische und das sächsische Reichsvikariatshofgericht. Beim Amtsende eines Kaisers hatte es das Reichskammergericht einfacher: es konnte anders als der Reichshofrat ungestört seine Arbeit fortsetzen.
Die Reichshofräte brauchten zumindest auf der Grafenbank keine juristische Ausbildung, weshalb eine Veröffentlichung wie Uffenbachs Traktat mit Entscheidungen aus dem Reichshofrat einen willkommenen Leitfaden zur Urteilsfindung bot. Vorteilhaft war, dass der Reichshofrat mangels einer genau geregelten Prozessordnung freier verfahren und schneller arbeiten konnte. Obwohl ihm hohe Bestechlichkeit nachgesagt wurde, war sein Machtzuwachs besonders seit 1654 groß. Selbst protestantische Stände suchten dort ihr Recht, um ein beschleunigtes Verfahren zu erreichen. So entwickelte sich der Reichshofrat langfristig zum bedeutenderen der beiden obersten Reichsgerichte.
Einen Großteil seiner Prozesse erledigte der Reichshofrat durch die immer wieder kritisierte Einsetzung von vor Ort untersuchenden, arbeitsentlastenden, in politisch brisanten Fällen unverfänglichen Untersuchungs- und auch Vergleichskommissionen, deren Unterhaltskosten die Parteien trugen. Die Parteienrechte wurden von 24 bis 30 Reichshofratsagenten wahrgenommen, die häufig auch diplomatische Funktionen als Vertreter einzelner Reichsstände am Kaiserhof wahrnahmen. Das Verfahren am Reichshofrat folgte dem röm.-kan. Prozeßrecht.
Der Reichshofrat war mit der endgültigen Niederlegung der Kaiserkrone durch Franz II. und der Auflösung des Heiligen Römischen Reiches 1806 ebenfalls letztmals tätig. Mit dieser kaiserlichen Handlung erlosch er für immer.

## Aufbau
Oberster Gerichtsherr war bekanntlich der Kaiser. Mit dem Regierungsantritt berief der neue Kaiser einen eigenen Rat, wobei die grundsätzliche Struktur sich im Wesentlichen wiederholte. Dazu sind immer wieder Reichshofratsordnungen erlassen worden, die im Detail den Aufbau des neuen Gerichts beschreiben.
Die Reichshofratsordnung von 1559, eine der wichtigsten Ordnungen, gibt hierüber Auskunft: Nach mittelalterlicher Tradition gab es nach dem Kaiser einen Vorsteher, auch Präsident genannt, der die organisatorische Leitung und die Aufsicht über die Schöffen ausübte. Auf den Präsidenten folgte der Vizepräsident, dessen Posten in der Regel mit dem Reichsvizekanzler besetzt wurde. Wie der Vizekanzler waren weitere Beamte der Reichshofkanzlei im Reichshofrat tätig, z. B. Sekretäre, Schreiber usw. Diese Beamten wurden, da sie aus der Reichshofkanzlei abgestellt wurden, vom Reichserzkanzler, dem Kurfürsten von Mainz bestellt. Die eigentliche rechtliche Entscheidungsarbeit wurde von den Beisitzern geleistet. Die Mehrheit der Beisitzer entschied. Bis 1550 waren ca. 12–18 Beisitzer zusammen tätig. Danach stieg die Zahl an: 1657 waren es 24, 1711 schon 30 Beisitzer. Mit dem Westfälischen Frieden und der kurz darauf folgenden Reichshofratsordnung von 1654 wurden bei der Vergabe der zu der Zeit 18 Beisitzerposten sechs mit Protestanten besetzt (Art. V,54 IPO). Damit wurde zwar zum Unmut der evangelischen Reichsstände keine klare konfessionell paritätische Besetzung des Gerichts wie beim Reichskammergericht erreicht, allerdings war dies ein kaiserliches Zugeständnis an die evangelische Seite. Mit einem Übergewicht an katholischen Hofräten, das auch nach dem Westfälischen Frieden beibehalten wurde, verstand man den Reichshofrat immer mehr als Instanz für katholische Parteien.

### Deutsche und Lateinische Expedition
Die Tätigkeit des Reichshofrates gliederte sich, wie auch an der Struktur des Archivbestandes noch deutlich zu erkennen ist, in eine deutsche und eine lateinische Expedition, wobei letztere nicht nur für die romanischen Teile des Reiches (Reichsitalien und Teile des Burgundischen Reichskreises), sondern überwiegend auch für die geistlichen Reichsstände, Universitäten und Akademien zuständig war.

### Bänke
Bis 1550 versahen 12–18 Räte Dienst am Reichshofrat, 1657 waren es bereits 24, 1711 30 Räte, geteilt in eine
- Herrenbank
- Ritter- und Gelehrtenbank.[1]

Die Reichshofräte, welche Reichsgrafen oder Reichsfreiherren waren, gehörten zur Grafen- und Herrenbank und saßen auf der Bank rechts vom Präsidenten, die andern aber gehörten zur Ritter- oder Gelehrten-Bank und saßen nach ihrem Dienstalter auf der linken Bank.
Auf der Herrenbank, sagt Perthes, „saßen Kinder und Ignoranten“, d. h. Söhne hochadliger Väter, die nichts zu können und nichts zu verstehen brauchten und daher auch nur 2.600 fl. jährliche Besoldung empfingen, während die Mitglieder der Gelehrtenbank die Arbeit leisteten und dafür ein Jahresgehalt von 4.000 fl. erhielten.

### Kommissionen
Der Reichshofrat setzte häufig Kommissionen ein (hierzu und insbesondere für Kommissionen zur Schuldenregulierung siehe Debitkommission). Für die Entscheidung einer Rechtsstreitigkeit musste das Gericht wie heutzutage ermitteln, was wirklich vorgefallen war. Das geschah im Wege des Beweisverfahrens. Das Reichskammergericht musste für das Beweisverfahren örtliche Richter als Kommissare ersuchen. Diese Kommissare hatten nur einen ganz engen Zuständigkeitsbereich, nämlich die Durchführung des eng umgrenzten Beweisverfahrens. Der Reichshofrat hatte es einfacher: er konnte von Amts wegen oder auf Antrag der Parteien eine Kommission einsetzen, die den Rechtsstreit vollständig vor Ort verhandelte (nicht nur die Beweisaufnahme zu einem bestimmten beweisbedürftigen Punkt). Die Reichshofrats-Kommission musste dann, wenn sie den gesamten Rechtsstreit verhandelt hatte, an den Reichshofrat Bericht geben. Dieser entschied dann allein aufgrund des umfassenden Kommissionsberichts. Diese Verfahrensweise war wesentlich effektiver, denn die Kommission vor Ort konnte und musste bei Gelegenheit gleich alles auf einmal erledigen und war, was die prozessuale Durchführung des Verfahrens betraf, freier als das Reichskammergericht. Außerdem hatten die Reichshofratskommissionen die Befugnis, einen Rechtsstreit gütlich beizulegen und damit eine Entscheidung herbeizuführen.
Die Vertreter der Reichsstände beim Reichshofrat waren die Reichshofratsagenten.

## Verhältnis zum Reichskammergericht
Zwischen Reichskammergericht und Reichshofrat bestand meistenteils kein Konkurrenzverhältnis. Zwar waren beide Gerichte für dieselben Rechtsmaterien zuständig und man versuchte manchmal, wenn der Prozess vor dem einen Gericht nicht günstig verlief oder ins Stocken geriet, das andere Gericht anzurufen. Jedoch gab es häufig Austausch und Kooperation zwischen beiden Gerichten. Allerdings gab es auch Fälle, in denen Konkurrenz aufkam. Diese wurde von der zeitgenössischen Publizistik auch aufgegriffen und aufgrund dessen hielt sich lange Zeit die Beurteilung, zwischen beiden Gerichten bestünde ein solches Konkurrenzverhältnis. Neuere Forschungen zeigen aber, dass dies weit weniger der Fall war, als bisher angenommen.
An welches Gericht man sich wendete, hing von vielen Faktoren ab. Ein solcher Faktor war örtliche Nähe. Der Reichshofrat war häufig mit dem Kaiser außerhalb des Reichsgebietes, so dass es manchmal leichter war, das Reichskammergericht anzurufen, das alsbald seinen festen Sitz in Speyer und später in Wetzlar gefunden hatte. War der Kaiser im Reich, stiegen jedoch auch die Anträge, die vor den Reichshofrat gebracht wurden. Wenn ein Kaiser großes Ansehen genoss, wurde der Reichshofrat auch häufiger angerufen (zum Beispiel der Hofrat Kaiser Karls V. in der Mitte des 16. Jahrhunderts). Auch die Glaubenszugehörigkeit hatte Einfluss. Der Kaiser galt als Wahrer der altgläubigen (= katholischen) Christenheit. Deshalb riefen in der Reformationszeit die protestierenden Reichsstände eher das Reichskammergericht an. Man vermutete hier mehr Aufgeschlossenheit. Unter Kaiser Maximilian II. wurden auch protestantische Reichshofratsmitglieder berufen.
Die Rolle des Reichshofrates als Gericht und Schlichtungsorgan wuchs insbesondere seit dem 17. Jahrhundert. Ein wichtiger Einschnitt hierbei waren zum Beispiel die Religionsstreitigkeiten. Am Reichskammergericht konnte man – zudem alleingelassen von Kaiser und Reich – mit diesen hochpolitischen Streitigkeiten nicht gut umgehen, ja es kam sogar zeitweise deshalb zum Stillstand der Gerichtstätigkeit. Die unrühmliche Behandlung der Religionsstreitigkeiten brachten dem Reichskammergericht Bedeutungsverlust. Außerdem war der Reichshofrat wie oben schon beschrieben flexibler, was die Ausgestaltung des Rechtsverfahrens anbelangte. Die Prozesse dauerten meist nicht so lange wie die Prozesse des Reichskammergerichts, das strikt an das Prozessrecht der damaligen Zeit gebunden war. Und der Reichshofrat setzte zur Entscheidung von Streitigkeiten oft Kommissare ein, die am Ort der Streitigkeiten verhandelten, währenddessen das Reichskammergericht stets fest an seinem Gerichtsort Speyer bzw. Wetzlar tagte.

## Ende des Reichshofrates und Verwahren der Akten
Mit dem Ende des Heiligen Römischen Reiches im Jahr 1806 endete auch die Tätigkeit des Reichshofrates.
Die Akten des Reichshofrates wurden danach an ihren bisherigen Standort in der Hofburg aufbewahrt. Bei der französischen Besetzung Wiens am 13. Mai 1809 wurde das Archiv des Reichshofs von den Franzosen geplündert. Erst 1815/16 wurden die nach Paris verschleppten Archivalien zurückgegeben.
Die Akten gelangten schließlich 1901/02 im neu errichteten Gebäude des Haus-, Hof- und Staatsarchivs (HHStA) am Minoritenplatz zur Aufstellung.
Heute gliedert sich der nach dem Registraturprinzip aufgebaute Bestand RHR, für den einige Verluste im Zuge der Auslagerungen während des Zweiten Weltkrieges zu beklagen sind, 14 neben dem Fiskalarchiv und den Verfassungsakten (Personal und Organisation) vor allem in die Lehens- und Gratial- sowie die Judizialregistratur. Akten des RHR finden sich ferner in weiteren Beständen der Wiener „Reichsarchive“ wie etwa der Reichshofkanzlei oder dem Mainzer Erzkanzlerarchiv.

## Auflösung und heutiger Forschungsstand
Der Großteil der Akten befindet sich heute im Haus-, Hof- und Staatsarchiv (HHStA) in Wien. Die Akademie der Wissenschaften zu Göttingen hat in Zusammenarbeit mit der Kommission für Rechtsgeschichte Österreichs der Österreichischen Akademie der Wissenschaften und dem Haus-, Hof- und Staatsarchiv ein Projekt initiiert, das diesen archivalischen Bestand für die gesamten Geistes- und Kulturwissenschaften nutzbar machen soll. Das langfristig angelegte Projekt erschließt mit den sogenannten „Alten Prager Akten“, den „Antiqua“ und den „Denegata antiqua“ rund ein Drittel der Judizialakten des Reichshofrats aus dem 16. und 17. Jahrhundert. In den einzelnen Inventarbänden sollen insgesamt mehr als 20.000 Vorgänge neu verzeichnet werden. Die einzelnen Fälle werden dabei ausführlich beschrieben. Aktenbeilagen von besonderem Quellenwert werden ebenfalls erfasst. Zu fast jedem Vorgang ist eine Laufzeit angegeben. Informationen zu Bestellsignatur und Aktenumfang runden die Verzeichnung ab. Ausführliche Indices helfen, aussagekräftige Akten für die jeweiligen Fragestellungen zu finden. Die Inventarbände werden unter dem Titel „Die Akten des Kaiserlichen Reichshofrats (RHR)“ im Erich Schmidt Verlag veröffentlicht.
Im Rahmen eines größeren wissenschaftlichen Gesamtprojekts zur Erschließung der Prozessakten des Reichshofrates wurde vom Jubiläumsfonds der Österreichischen Nationalbank ein Projekt zur EDV-unterstützten Erfassung des aus dem 18. Jahrhundert stammenden sog. Wolfschen Repertoriums (Index actorum judicialium) finanziert. Das Repertorium verzeichnet in 17 Bänden ca. 35.000 bis 40.000 Verfahren und ist damit der wichtigste Fundbehelf zu den Prozessakten des Reichshofrates. Das Wolfsche Repertorium ist alphabetisch nach Klägernamen aufgebaut.

## Reichshofratspräsidenten 1526–1806
Seit der 1559 erlassenen Ordnung stand an der Spitze der Behörde nicht mehr der Hofmarschall, sondern ein Hofratspräsident. Das Amt des Präsidenten konnte nur von Adligen wahrgenommen werden, häufig Grafen, die über Erfahrung in der Reichspolitik und kaiserlichen Diplomatie, nicht aber über ein juristisches Studium verfügten, aber auch von hohen geistlichen Würdenträgern wie dem Erzbischof von Mainz, Bischöfen und einem Furstabt. Der Präsident leitete die Sitzungen und nahm an den Abstimmungen teil; bei Stimmengleichheit gab sein Votum den Ausschlag. Darüber hinaus führte er die Dienstaufsicht über die Räte. Das Amt des Reichshofratspräsidenten war wie folgt besetzt:
- Hofrat Ferdinands 1526–1556: Leitung durch den Oberhofmarschall
- Matthäus Lang (1468–1540), Erzbischof von Salzburg, Kardinal (1520–1521)
- Albrecht Markgraf von Brandenburg (1490–1545), Erzbischof und Kurfürst von Mainz (Reichstag 1521) zugleich Reichserzkanzler
- Friedrich Pfalzgraf bei Rhein (1482–1556) (Reichstage 1530, 1532, 1541, 1544)
- Otto Truchsess von Waldburg (1514–1573), Bischof von Augsburg, Kardinal (Reichstag 1545, 1545/46)
- Maximilian Erzherzog von Österreich (1527–1576) (Reichstag 1547/48)
- Sebastian von Heusenstamm (1508–1555), Erzbischof und Kurfürst von Mainz (Reichstag 1550/51)
- 1556–1559 Karl Graf von Hohenzollern (1516–1576)
- 1559–1563 Ludwig Graf von Löwenstein (1530–1611)
- 1563–1576 Philipp Freiherr von Winnenburg (1538–1600)
- 1576–1581 Otto Heinrich Graf von Schwarzenberg (1535–1590)
- 1582–1594 Paul Sixt von Trautson (1548–1621)
- 1594–1596 Georg Ludwig Landgraf von Leuchtenberg (1563–1613),
- 1601–1604 Georg Ludwig Landgraf von Leuchtenberg
- 1606–1609 Georg Ludwig Landgraf von Leuchtenberg
- 1609–1623 Johann Georg Graf von Hohenzollern
- 1623–1631 Wratislaw Graf von Fürstenberg (1584–1631)
- 1632–1637 Johann Ernst von Fugger (1590–1639)[29]
- 1637–1647 Johann Freiherr von der Reck (1584–1647)[30]
- 1648–1670 Ernst II. Graf zu Oettingen-Wallerstein (1594–1670)[31]
- 1670–1683 Johann Adolf I. Fürst von Schwarzenberg (1615–1683)
- 1683–1708 Wolfgang IV. Graf zu Oettingen-Wallerstein (1626–1708)
- 1708–1713 Rupert Freiherr von Bodman (1646–1728), Fürstabt von Kempten
- 1713–1727 Ernst Friedrich Graf Windischgrätz (1670–1727)
- 1728–1740 Johann Wilhelm von Wurmbrand-Stuppach (1670–1750)
- 1742 Heinrich Karl Graf Ostein (1693–1742)
- 1744–1745 Johann Jakob Truchsess von Waldburg-Zeil († 1750)
- 1745–1750 Johann Wilhelm von Wurmbrand-Stuppach (1670–1750)
- 1751–1778 Ferdinand Bonaventura Graf Harrach (1708–1778)
- 1778–1791 Johann Hugo II. von Hagen (1707–1791)
- 1791–1801 Wolfgang Christoph Graf Überacker (1736–1801)[32]
- 1801–1806 Philipp Karl Graf von Oettingen-Wallerstein (1759–1826)

## Reichshofratsvizepräsidenten
War der Reichshofratsvizepräsident an der Ausübung seines Amtes durch Urlaub, Krankheit oder Tod verhindert, hatte seine Aufgaben der Reichsvizekanzler wahrzunehmen.
- Peter Heinrich von Stralendorf 1624–1637
- Johann Heinrich Notthafft von Wernberg 1663–1665
- Georg Ulrich von Wolkenstein-Rodenegg 1651–1662[33]
- Leopold Wilhelm von Königsegg-Rothenfels, 1666–1694, zugleich Reichsvizekanzler

## Weitere Mitglieder

### Reichsvizekanzler
- Reichsvizekanzler (Der Reichsvizekanzler hatte im Reichshofrat Sitz und Stimme[1])

### Reichshofräte
Der Reichshofrat bestand in der Regel aus 10 bis 25 Räten. Während der Reichstage (bis 1654) wurde er durch zusätzliche Kräfte verstärkt. Zu Räten wurden einerseits Adlige, andererseits Juristen ernannt. Daraus entwickelte sich die Unterscheidung zwischen einer sog. Herrenbank und einer sog. Ritter- und Gelehrtenbank. Allerdings hatten im späteren 17. und im 18. Jahrhundert manche Adlige auf der Herrenbank ebenfalls ein Studium der Rechte absolviert. Die Räte stammten etwa zur Hälfte aus dem Reich, zur anderen Hälfte aus den österreichischen Erbländern, Böhmen und den Niederlanden. Viele von ihnen hatten vor ihrer Ernennung Berufserfahrung in den Verwaltungen der Habsburgermonarchie bzw. dem Kaiser nahestehender Reichsstände oder am Reichskammergericht gesammelt. Mitglieder der Herrenbank setzten ihre Karrieren oft in anderen Positionen in der kaiserlichen Diplomatie fort, während viele Mitglieder der Gelehrtenbank einen Großteil ihres Berufslebens als Räte verbrachten. Unter den Juristen finden sich einige bedeutende Rechtsgelehrte wie z. B. im 16. Jahrhundert Andreas Gail oder im 18. Johann Friedrich Karl von Moser und Heinrich Christian von Senckenberg.
Bekannte Mitglieder (Reichhofsräte) waren:
- Peter Heinrich von Stralendorf (Reichshofvizepräsident und Reichsvizekanzler)
- Gottlieb von Windisch-Graetz (später Reichsvizekanzler)
- Heinrich Christian von Senckenberg
- Ferdinand Sigismund Kurtz von Senftenau (Reichsvizekanzler)
- Nikolaus Christoph Lyncker
- Maximilian von und zu Trauttmansdorff
- Johann Maximilian von Lamberg
- Johann Ulrich Zasius (Reichsvizekanzler)
- Ludwig Casimir Graf zu Hohenlohe-Neuenstein (außerordentliches Mitglied)
- Johann Ruprecht Hegenmüller
- Andreas von Gail
- Wolf Niklas von Grünthal
- Gottlieb von Windisch-Graetz
- Johann Rudolf von Puchheim[34]
- Gottfried Wilhelm Leibniz[35]
- Joachim Friedrich von Blumenthal (1649)
- Karl von Zinzendorf
- Carl Adolph von Braun
- Friedrich Karl von Moser[36]
- Karl Fuchs von Fuchsberg 1702–1713[37] (verheiratet mit Karoline von Fuchs-Mollard)
- Ruprecht von Stotzingen 1591–1600 (ab 1592 als Statthalter von Niederösterreich)
- Eberhard Wambolt von Umstadt 1588–

(siehe auch: Kategorie:Mitglied des Reichshofrates)